# Pedro Luis de Borja
Pour les articles homonymes, voir Famille Borgia et Borgia (homonymie).
Pedro Luis de Borja, premier duc de Gandia, né en 1468 à Rome et mort le 3 septembre 1488 à Civitavecchia, est l'un des membres de la famille Borgia.

## Biographie
Pedro Luis, seigneur des baronnies du Château Bayrent, Gallinera, Bellreguart, Xeresa et Alcodar, nommé premier duc de Gandia en 1485, camerlingue des Rois Catholiques, né à Rome en 1468, d'une mère inconnue, était le fils aîné de Rodrigo Borgia, futur pape Alexandre VI, et demi-frère de Cesare, Giovanni deuxième Duc de Gandia, Lucrèce et Geoffroi, fut appelé ainsi en hommage à son oncle Pier Luigi de Borgia, frère de son père.  Il est décédé le 3 septembre 1488, il fut marié à Maria Enriquez de Luna, de la Maison des Enríquez, cousine du roi Ferdinand le Catholique ; elle était la fille de Enrique Enríquez de Quiñones et de Maria de Luna, dernière fille de Pedro de Luna, premier seigneur de Fuentidueña village de Ségovie, lui-même fils du connétable Alvaro de Luna et Elvira de Herrera et Ayala.
En raison de sa mort prématurée, le mariage n'étant pas consommé, sa veuve épousera son frère cadet, Giovanni, en septembre 1493 en la ville de Barcelone, Juan va également recevoir le duché de Gandia et la faveur des rois espagnols.
Il a été légitimé par le pape Sixte IV, le 5 novembre 1481, en tant que fils de Rodrigo Borja et mère inconnue (il n'est pas le fils de Vannozza Cattanei).

## Grand d'Espagne
Il combattit vaillamment aux côtés des troupes chrétiennes dans la Guerre de Grenade pendant la Reconquista. Ainsi, après sa victoire héroïque à la bataille de Ronda, le 28 mai 1485, le roi Ferdinand II d'Aragon, le même jour, le récompensa en lui donnant le titre de "Grand d'Espagne".

## Duché de Gandia
Les terres de Gandia, maison ancestrale de la famille Borgia, à l'origine ont été héritées par Pedro Luis. Toutefois, avant de devenir duc de Gandia, le duché acheté par un accord financier avec les nobles locaux Andrés de Cabrera, Marquis de Moya, et sa femme, Beatriz de Bobadilla. Grâce à cet accord, Pedro Luis est tenu de fournir au marquis une somme non divulguée, bien que faible à l'esprit, et à accepter certains droits à la couronne et Valence à travers les terres du duché. Certaines sources affirment que le père de Pedro Luis, Rodrigo Borgia, a donné 50 000 ducats pour l'achat du territoire. Les terres du duché de Gandia et Château Bairén ont été acquis par Pedro Luis, un acte rédigé à Alcala de Henares, en date du 3 décembre 1485.
Le 20 décembre 1485, le roi Ferdinand II d'Aragon lui a officiellement accordé le titre de duc de Gandia. 
Le 9 janvier 1486, il est fait gouverneur de Valence.

## Conseil de Gandia
Le pape Innocent VIII a accordé, le 20 septembre 1486, un conseil de la paroisse de Gandia.

## Décès
Il est mort à Civitavecchia à 21 ans. Ses restes ont été déposés à la Collégiale Sainte-Marie de Gandia.

## Volonté
Dans son testament, Pedro Luis donna le duché de Gandia, Valence et Xàtiva à son jeune frère Juan et légua 10 000 ducats à sa sœur Lucrèce.